# Apostoliskt ledarskap
Apostoliskt ledarskap förekommer både inom vissa nyare kristna rörelser och äldre kyrkor som har en hierarkisk uppbyggnad. Själva ordet hierarki har kyrklig bakgrund och betyder helig ordning.
Vissa karismatiska kristna rörelser har en ledarskapsfilosofi som bygger på att de såsom apostlarna försöker vittna om Gud, Jesus, och sprida deras kristna tro, samt övertygelsen att ledarna kommit att stå närmre Gud i en apostolisk relation, vanligen genom en personlig kallelse. Dessa rörelser kännetecknas av starka informella hierarkiska strukturer. Ett exempel på en rörelse där man tillämpar och sprider denna ledarskapsfilosofi är trosrörelsen.
Flera äldre kristna kyrkor menar att deras ledare ärvt positionen efter apostlarna med så kallad apostolisk succession. Detta förekommer i äldre hierarkiskt uppbyggda kyrkor, till exempel Katolska kyrkan och Svenska kyrkan. De hierarkiska strukturerna är här formaliserade.
Övriga svenska frikyrkor i allmänhet och pingströrelsen i synnerhet, anser att båda dessa former av ledarskap är ickedemokratiska och oförenliga med Jesu lära om att den högste ska vara de andras tjänare, inte deras herre. Här har man medvetet valt att i större eller mindre omfattning undvika både formella och informella hierarkier, resultatet är en antihierarkisk struktur där endast Gud är överordnad den enskilda människan. Den första kristna trosbekännelsen som bland annat återges av Paulus i Romarbrevet kap 10 och vers 9: "Jesus är Herre" är ett uttryck för detta synsätt.